# Myrmeleon pallidus
Myrmeleon pallidus är en insektsart som först beskrevs av Peter Esben-Petersen 1918. 
Myrmeleon pallidus ingår i släktet Myrmeleon och familjen myrlejonsländor. Inga underarter finns listade i Catalogue of Life.